# Hossein Shahabi
Hossein Shahabi (perzsául: حسین شهابی; Tebriz, 1967. november 28. – 2023. január 22.) iráni filmrendező, producer és forgatókönyvíró.

## Mozifilmjei
| Év   | Magyar cím       | Eredeti cím | Eredeti cím átírással | Szerep                   |
| ---- | ---------------- | ----------- | --------------------- | ------------------------ |
| 2014 | Az eladó         | حراج        | haraj                 | rendező, forgatókönyvíró |
| 2013 | A fényes nap     | روز روشن    | rooz e roshan         | rendező, forgatókönyvíró |
| 2012 | A Mahdi kedvéért | بخاطر مهدي  | be khatereh mahdi     | rendező, forgatókönyvíró |
| 2001 | A fénykép        | عكس         | aks                   | rendező, forgatókönyvíró |
| 2000 | Háború és kincs  | جنگ و گنج   | jang o ghanj          | rendező, forgatókönyvíró |